# Sak Lek (huyện)
Sak Lek (tiếng Thái: สากเหล็ก) là một huyện (amphoe) ở đông bắc của tỉnh Phichit, phía bắc Thái Lan.

## Địa lý
Các huyện giáp ranh (từ phía nam theo chiều kim đồng hồ) là Wang Sai Phun và Mueang Phichit của tỉnh Phichit, Bang Krathum, Wang Thong và Noen Maprang của tỉnh Phitsanulok.

## Lịch sử
Tiểu huyện được thành lập 1 tháng 4 năm 1995 từ sự chia tách tambon Sak Lek, Tha Yiam, và Khlong Sai của huyện Mueang Phichit.
Theo quyết định của chính phủ Thái Lan ngày 15 tháng 5 năm 2007, tất cả 81 tiểu huyện đều được nâng thành huyện. Với việc đăng công báo hoàng gia ngày 24 tháng 8, việc nâng cấp thành chính thức.

## Hành chính
Huyện này được chia thành 5 phó huyện (tambon), các đơn vị này lại được chia ra thành 44 làng (muban). Thị trấn (thesaban tambon) Sak Lek nằm trên một phần của the tambon Sak Lek. Có 5 tổ chức hành chính tambon.
| STT | Tên           | Tên tiếng Thái | Số làng | Dân số |  |
| --- | ------------- | -------------- | ------- | ------ |  |
| 1.  | Sak Lek       | สากเหล็ก        | 15      | 13.499 |  |
| 2.  | Tha Yiam      | ท่าเยี่ยม         | 6       | 3.114  |  |
| 3.  | Khlong Sai    | คลองทราย       | 10      | 2.534  |  |
| 4.  | Nong Ya Sai   | หนองหญ้าไทร     | 6       | 2.305  |  |
| 5.  | Wang Thap Sai | วังทับไทร        | 7       | 2.924  |  |